# 平成8年台風第12号
平成8年台風第12号（へいせい8ねんたいふうだい12ごう、国際名：カーク〔Kirk〕、フィリピン名：Isang）は、1996年8月に、沖縄近海で複雑な進路を取った後に九州に上陸した台風である。

## 概要

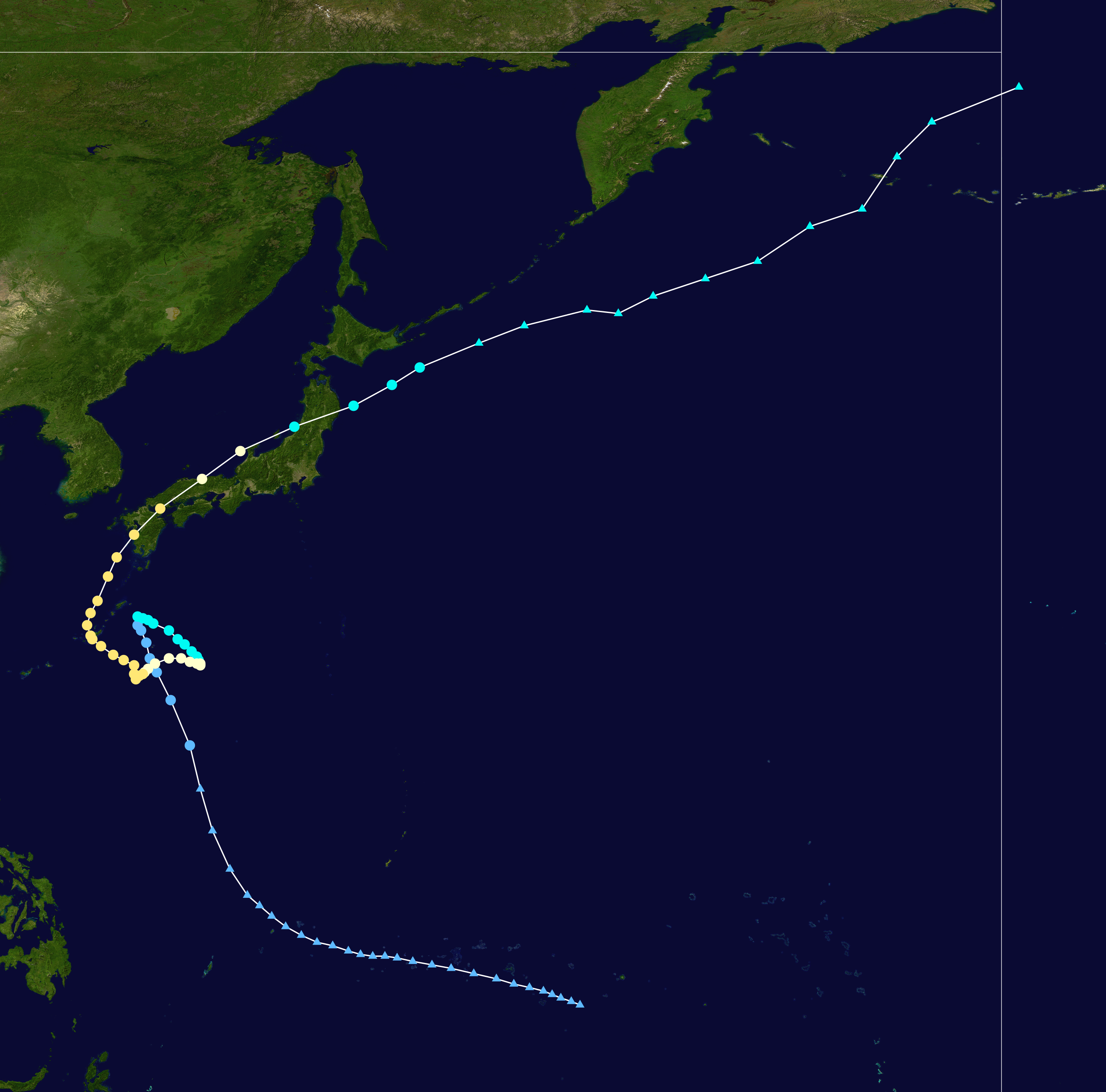
進路図

8月6日に沖縄近海で発生した台風12号は発生後しばらくは沖縄近海を南下するなど複雑な動きをしていたが、8月11日頃からは進路を北よりに変え、12日～13日にかけて沖縄本島に再接近した。沖縄接近後は発達しながら東シナ海を北上し、14日10時ごろに中心気圧960ヘクトパスカル、最大風速は40m/sの強い勢力で熊本県熊本市付近に上陸した。台風は大分県国東市を通過して周防灘へ抜けて同日15時には山口県徳山市（現在の周南市）に再上陸し、中国地方を通過して日本海へ抜け、翌日6時半頃新潟県佐渡島を通過し9時には新潟県村上市付近に再々上陸した後、三陸沖へ抜けて8月16日に温帯低気圧に変わった。

## 大きな目
台風の目の直径は一般的に数十km程度だが、沖縄本島接近時の台風12号では100kmを超えた。沖縄本島では12日の昼ごろから台風の目に入りはじめ、同日15時過ぎに台風の中心が本島中部を通過、本島全域が台風の目に入った。台風の動きが遅かったこともあって、台風の目から抜けたのは同日夜遅くになり、風雨の弱い状態が半日近く続いた。

## 被害
- 死者5人[1]
- 負傷者85人[1]

## 記録
- 最大瞬間風速58.5m/s（鹿児島市）